# Aohan Qi
Aohan Qi (chorągiew Aohan; chiń. 敖汉旗; pinyin: Áohàn Qi) – chorągiew w północno-wschodnich Chinach, w regionie autonomicznym Mongolia Wewnętrzna, w prefekturze miejskiej Chifeng. W 1999 roku liczyła 585 248 mieszkańców.